# Acromyrmex octospinosus
Espèce
Acromyrmex octospinosus est une espèce de fourmi coupeuse de feuilles (ou champignonniste) de la sous-famille des Myrmicinae. Cette fourmi (ainsi que quelques autres) est une des rares espèces à avoir « inventé » l’agriculture bien avant l’homme. Elle cultive un champignon, d’où le nom champignonniste ; le champignon fournit à la fourmi la nourriture dont elle a besoin et en contrepartie la fourmi apporte des feuilles pour que le champignon puisse s’agrandir et évoluer. Ce type de fourmi possède 2 castes : les plus grosses sont chargées du transport et les plus petites de la découpe des feuilles. 

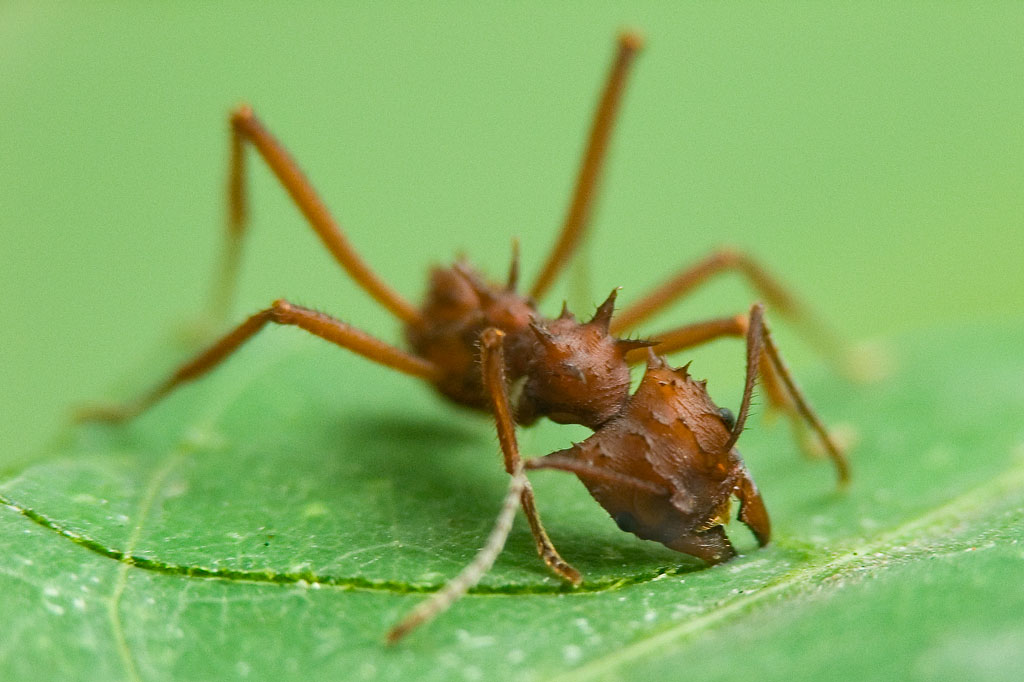
Ouvrière Acromyrmex octospinosus en train de découper une feuille

## Répartition
Cette espèce vit au NéotropiqueSurtout dans la zone brésilienne, guyanaise française, colombienne, guadeloupéenne, ... 
Elles aiment particulièrement les endroits avec beaucoup de végétation 